# معهد ماريتام للفنون المسرحية
معهد ماريتام للفنون المسرحية هو مدرسة كندية للفنون المسرحية في هاليفاكس في مقاطعة نوفا سكوشا التي تقدم مقررات التعليم العالي في الموسيقى والرقص والمسرح. إذ يُعتبر أنه أكبر وأقدم (منذ عام 1887) منظمة ذات تعليم الفنون المسرحية في شرق مدينة مونتريال.

## التاريخ

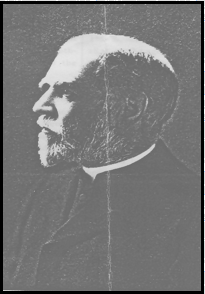
القس روبرت لاينغ المعهد، مؤسس معهد ماريتايم للفنون.

عندما أسس القس روبرت لاينغ المعهد في عام 1887 كان اسمه معهد هاليفاكس للموسيقى حيث أُنشئ بأمر من الفصل 91 لأعمال السلطة التشريعية لمقاطعة نوفا سكوشا. وأُقيم أول عرض علني في عام 1891 حيث قدمت فرقة ذا دريزدن تريو أول حفل موسيقي.
وأُدرج معهد هاليفاكس للموسيقى تحت الأعمال المختصة في المقاطعة في نوفا سكوشا في عام 1921. وقدم المعهد تدريس الرقص الجماعي في أوائل عام 1954.
في عام 1954 ميلادي اشترى معهد هاليفاكس للموسيقى موجودات أكاديمية ماريتايم للموسيقى ثم أُعيد تسميته إلى معهد ماريتايم للموسيقى.
وفي سنواته الأولى، منحت جامعة دالهاوسي للمعهد شهادات ولكن أصبحت مؤسسة مستقلة في عام 1962. وتغير اسم المعهد مجدداً في عام 1998 إلى معهد ماريتايم للفنون المسرحية لكي يعكس اتساع المعهد لوسائط الأداء التي تتجاوز الموسيقى. وتغيير الاسم كان قانوني وتم تأكيد معهد ماريتايم للفنون المسرحية في فصل 11 في أعمال عام 2006 باسم قانون إعادة تنظيم معهد ماري تايم حيث تلقى موافقة ملكية في 14 تموز في عام 2006.
حصل المعهد على حرم جامعي وعيّن موقع تراثي - مدرسة شيباكتو روود سابقاً - في أواخر التسعينات في مدينة هاليفاكس. وجاء الاتفاق مع البلدية بشرط دفع قرابة نص ملبون دولار في أعمال الترميم والتجديد وقد تم هذا الشرط. (بُنيت مدرسة شيباكتو روود في عام 1910 ولكن أصبحت مشرحة في عام 1917 في انفجار هاليفاكس.).
وأُغلق المعهد مؤقتاً في شباط من عام 2018 وذلك لأنه جزء من السقف هبّت به الرياح خلال عاصفة رياح.

## اليوم الحاضر

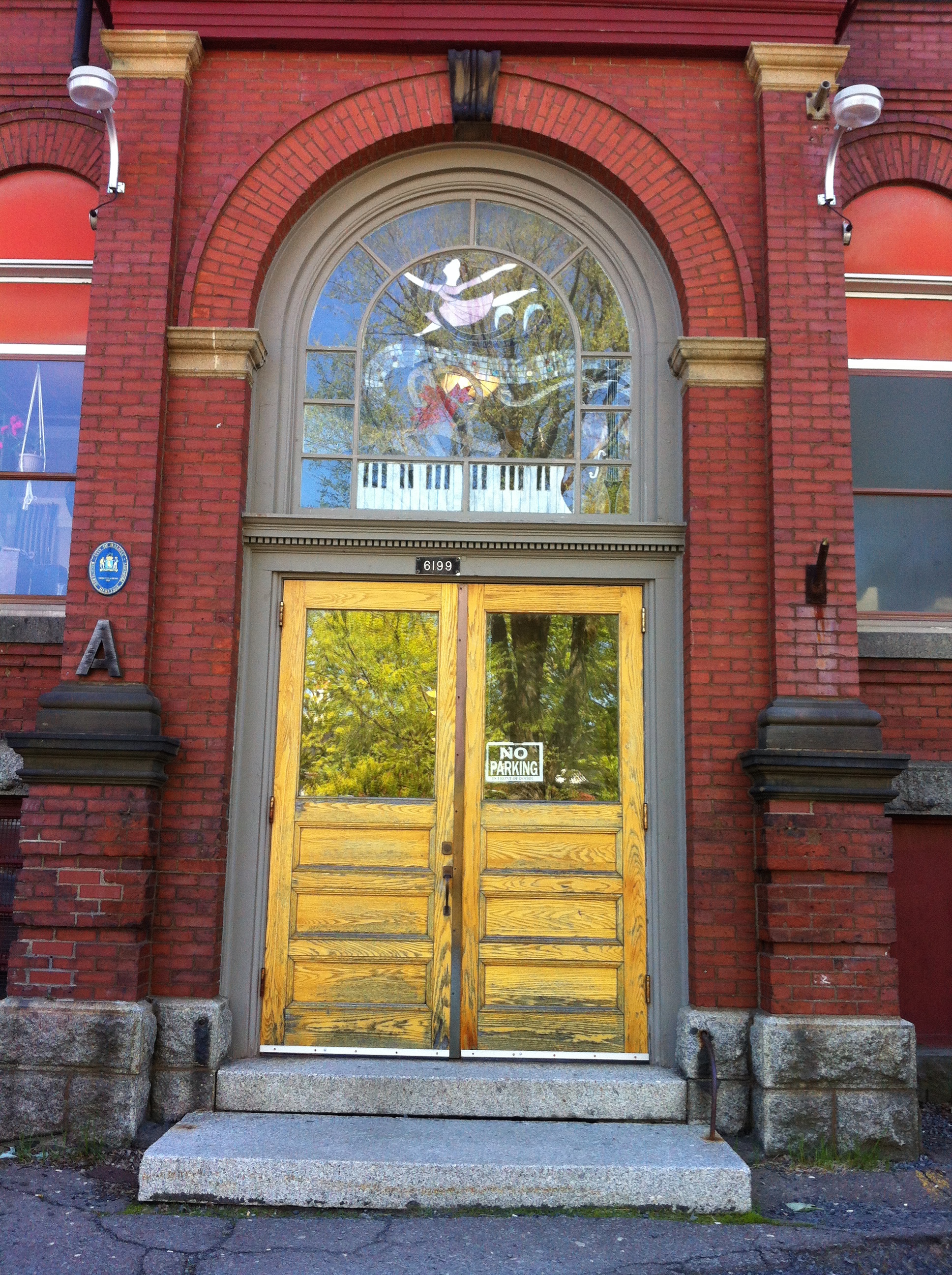
معهد ماريتايم للفنون المسرحية

لا يزال معهد ماريتايم للفنون المسرحية في عام 2018 يقدم برنامج متاح وشامل للرقص وتعليم الموسيقى لتعليم الطلاب من مختلف الأعمار ومستوى القدرات.
ويستضيف وينظم المعهد مختلف الحفلات الموسيقية وعروض الرقص. وتقيم مدرسة البالية الوطنية تجارب الأداء سنوياً هناك بالإضافة إلى أن المعهد يستضيف فرقة الأوركسترا.

## الجدل حول النقل والهدم
كشفت تقارير إخبارية في عام 2019 أن هذا الجدل كان في طور الحديث مع داني تشيدراو وهو مطوّر هاليفاكس حول نقل المنظمة إلى تطوير جديد في شارع ألمون. حيث أُطلقت عريضة على الإنترنت ضد نقل المنظمة واحتمالية هدمها بالاحتجاج على هدم مَعلَم مهم في المدينة وخسارة صالة ليليان بيرسي المُرمّمة للحفلات الموسيقية في المبنى الذي قدّم أفضل الصوتيات في المدينة. وجمعت العريضة أكثر من 1000 توقيع في مدة لا تتجاوز يوم. وأكد الجدل أن المحادثات أُقيمت ولكن عهدت بالالتزام مع المجتمع قبل إقامة القرارات.

## أبرز الأشخاص
- بورشيا وايت
- هوارد براون (عازف البيانو)
- هاري دين (موسيقي)
- جيم فيدلر
- دورين لويس
- فريدريك هنري سيكستون
- درو غانيون